# 산세이
산세이(三世)는 북아메리카, 남아메리아, 오세아니아 등에서 사용되는 일본에서 각 나라로 이주한 일본인 (일본계 외국인)의 제3세대를 나타내는 일본어다. 그들의 아이들은 욘세이로 불린다.